# Vivamos hoy (película de 1933)
Vivamos hoy (Today We Live, 1933) es una película romántica dramática estadounidense anterior a la Época pre-code producida y dirigida por Howard Hawks y protagonizada por Joan Crawford, Gary Cooper, Robert Young y Franchot Tone.
Está basada en el cuento Turn about de William Faulkner, que apareció en la revista Saturday Evening Post el 5 de marzo de 1932. El personaje de Joan Crawford se añadió a la película para incluir un interés amoroso. Conoció a su futuro marido, Franchot Tone, en el plató de la película. Se casaron dos años después.

## Argumento
La trama transcurre en Inglaterra durante 1916. Un estadounidense, Richard Bogard (Gary Cooper), compra como  segunda residencia la mansión que Diana Boyce Smith (Joan Crawford) acaba de heredar de su padre, fallecido en la guerra. Los dos jóvenes se enamoran, pero Diana acepta comprometerse con Claude Hope (Robert Young), un amigo de la infancia que la ama desde hace mucho tiempo.
Ronnie (Franchot Tone), el hermano de Diana, y Claude se unen a su unidad naval que está luchando en Francia. La propia Diana se va a Francia como conductora de ambulancia encontrándose a los tres hombres allí ya que Richard se había unido como aviador. Diana luego le confiesa a su hermano el amor que siente por el estadounidense.

## Reparto
| Actor/Actriz        | Personaje                   |
| ------------------- | --------------------------- |
| Joan Crawford       | Diana "Ann" Boyce           |
| Gary Cooper         | Teniente Richard Bogard     |
| Robert Young        | Teniente Claude Hope        |
| Franchot Tone       | Teniente Ronnie Boyce-Smith |
| Roscoe Karns        | "Mac" McGinnis              |
| Louise Closser Hale | Applegate                   |
| Hilda Vaughn        | Eleanor                     |
| Eily Malyon         | la criada                   |

## Taquilla
Según los registros de MGM, la película recaudó 590.000 dólares en Estados Unidos y Canadá y 445.000 dólares en otros lugares, lo que resultó en una pérdida de 23.000 dólares.